# Strandby (Esbjerg)
 For alternative betydninger, se Strandby. (Se også artikler, som begynder med Strandby)
Strandby er en bydel i Esbjerg, beliggende mod havnen og grænsende op mod den indre by, Vognsbøl og Spangsbjerg. I byplanen omfatter det historiske Strandby både Vesterbyen og Strandby, hvilke tilsammen har 7.379 indbyggere (per 2013).

## Historie
Strandby var tidligere en bebyggelse for sig og var et af to centre i det daværende store Jerne Sogn. Byens samlingspunkt var Strandby Kro, oprettet i 1689, hvorfra der var overfart til Fanø. Fra 1866 var Strandby Kro endvidere officielt brevsamlingssted for Post- og Telegrafvæsenet. I 1868 forandrede området omkring Strandby sig i særdeleshed efter bestemmelse om anlæggelsen af Esbjerg Havn, der skulle have ligget ved Strandby og en jernbane til og fra byen, hvilket blev til Den vestjyske længdebane og Lunderskov-Esbjerg-banen. Strandbys færgested flyttedes officielt til den nye havn i januar 1875. Hermed påbegyndtes det egentlige Esbjerg og Strandby blev stødt og roligt en integreret del heraf. Dette skaber desuden udvikling i Strandby, hvor der også i 1875 opføres et teglværk. I Strandby åbnedes Danmarks første selvbetjeningsbutik af Esbjerg Omegns Brugsforening i 1949.

## Stednavne
Mange veje, pladser og bygninger bærer navnet Strandby omend bydelen ikke har nogen selvstændighed i nutiden. Strandbygade anlagt i 1870 var den første offentlige vej til Esbjerg. I 1893 opførtes vinkelfyret Strandby Fyr som er en del af Esbjergs fyranlæg. Ligeledes hedder Strandbys tidligere dyrskueplads fra 1913 i dag Strandby Plads.